# System Müller

Gondel mit Müller-Klemme. Die Antriebszahnräder sind deutlich sichtbar

Das System Müller ist ein System für kuppelbare Einseilumlaufbahnen. Das zentrale Bauteil, die Müller-Klemme, war eine der ersten automatisch betätigten kuppelbaren Seilklemmen für Umlaufseilbahnen, welche vom Schweizer Ingenieur Gerhard Müller gegen Ende der 1940er-Jahre entwickelt wurde.
Im Gegensatz zur damals bei Gondelbahnen üblichen Trennung zwischen Tragseil und Zugseil, wie beim System Wallmannsberger von 1947, kommen mit der Müller-Klemme ausgestattete Bahnen mit lediglich einem einzigen Drahtseil aus. Die Klemme ermöglicht es, die Kabine oder den Sessel in der Station automatisch vom Seil zu lösen und zu verlangsamen und somit den Fahrgästen einen bequemen Einstieg zu bieten, ohne die Geschwindigkeit des Förderseils und damit der restlichen Bahn zu vermindern. 
Die erste mit der Müller-Klemme ausgerüstete Bahn war die Sesselbahn Sattel-Hochstuckli von 1950, welche erst 2005 ersetzt werden musste. Die erste Gondelbahn mit den typischen Aluminium-Gondeln nahm ihren Betrieb 1954 in Brig auf. Die Unternehmen Girak in Österreich, Weber in Frankreich und Taihei Sakudo in Japan bauten Bahnen mit der Technologie von Müller in Lizenz. Nicht zuletzt die relativ unkomplizierte und preisgünstige Technik führte in der Folge dazu, dass sich die Gondelbahnen nach diesem System weltweit stark verbreiteten. Die letzte Bahn mit Müller-Klemme ist die 1997 erstellte Guia Cable Car in Macau.

## Funktionsprinzip

Müller-Klemme in Doppelausführung

Die Müller-Klemme ist eine Schraubklemme und wird über ein Antriebszahnrad (im Bild rot) geschlossen und gelöst. 
Beim Einkuppeln wird das Fahrzeug, auf den Stationsrollen der Seilklemme auf der Hängeschiene rollend, über eine schräge Ebene auf die Höhe des Seils gebracht und beschleunigt (Gravitationsbeschleunigung), bis die Klemmenöffnung des Apparates auf dem Seil aufliegt. Das Fahrzeug wird vom Seil bei noch offener Klemme mitgenommen. Beim nun beginnenden Schließvorgang passiert das Antriebszahnrad eine an der Hängeschiene montierte Zahnstange mit Triebstockverzahnung. Durch das Abrollen des Zahnrades entlang der stehenden Zahnstange wird im Innern eine Gewindespindel zugedreht und axial verschoben, welche die Klemmbacken zudrückt und somit die Klemme am Seil fixiert, bis der definierte Klemmendruck erreicht ist. Ab dem Erreichen dieses Klemmendruckes tritt eine zwischen Zahnrad und Spindel angeordnete Rutschkupplung in Aktion und verhindert ein zu festes Anziehen der Gewindespindel. Ein zusätzliches Tellerfederpaket, welches im markanten zylindrischen Gehäuse untergebracht ist, verhindert, dass sich die Klemme im Betrieb lösen kann, sollte die Selbsthemmung des Klemmgewindes nicht ausreichen.
Das Abkuppeln vom Förderseil geschieht nach dem gleichen Prinzip, nur dass an der Abkuppelstelle die Zahnstange auf der gegenüberliegenden Seite wie an der Einkuppelstelle angebracht ist, wodurch das abrollende Zahnrad in die andere Richtung gedreht wird. Durch die Drehbewegung wird die Klemmspindel wieder geöffnet. Die Rutschkupplung ist beim Abkuppeln überbrückt, um auf jeden Fall das Aufschrauben der Klemmspindel sicherzustellen. Abschließend wird das Fahrzeug, wieder mit seinen Stationsrollen auf der ansteigenden Hängeschiene rollend, vom weiter laufenden Förderseil abgehoben und auf die Stationsgeschwindigkeit verzögert.

Kuppelstelle mit Zahnstange

Bei neueren Bahnen kamen dabei neben der schiefen Ebene zum Beschleunigen und Verzögern der Fahrzeuge in den Stationen zusätzlich Reifenförderer zum Einsatz, um veränderten Gesetzesansprüchen zu genügen.
Da die damaligen Vorschriften in der Schweiz lediglich die Beförderung von zwei Personen pro Seilklemme zuließen, wurden bei Gondelbahnen meist zwei mittels eines Gelenks miteinander verbundene Klemmen eingesetzt.

## Konkurrenz-Systeme
In den 1950er-Jahren standen mehrere Klemmen-Systeme für kuppelbare Einseil-Umlaufbahnen in Konkurrenz zur Müller-Klemme, wobei viele von anderen Seilbahnherstellern in ganz Europa in Lizenz hergestellt wurden. Die wichtigsten hiervon:
- VR 101 von Von Roll: Feder-/Schwerkraftkupplung, hauptsächlich bei Sesselbahnen im Einsatz. Wurde zur Kupplung der Gondeln der ehemaligen Jennerbahn in Schönau am Königssee  verwendet.
- Giovanola-Klemme: Schwerkraftklemme, verwendet u. a. von WSO, PHB und Habegger
- Carlevaro & Savio-Klemme: Federklemme, verwendet von Carlevaro & Savio, Piemonte Funivie sowie in Lizenz von Heckel und Agudio.